# The Simpsons Hit & Run
The Simpsons Hit & Run é um jogo eletrônico de ação e aventura de 2003 desenvolvido pela Radical Entertainment e publicado pela Vivendi Universal Games. É baseado no seriado de animação americano The Simpsons e é o vigésimo segundo capítulo da série de videogames Simpsons.
O jogo segue a família Simpson e seu amigo Apu Nahasapeemapetilon, que testemunham muitos incidentes estranhos que ocorrem em Springfield; câmeras de segurança, vans misteriosas, círculos nas plantações e um sabor "novo e aprimorado" do popular refrigerante Buzz Cola, que causa insanidade. A fim de encontrar uma explicação para os casos, eles descobrem vários segredos chocantes e logo percebem que esses incidentes fazem parte de uma conspiração alienígena maior, causada por Kang e Kodos. A jogabilidade se concentra em grande parte na exploração e missões; os jogadores costumam correr contra os inimigos e interagir com personagens de apoio em missões programadas. O jogo também apresenta muitos elementos encontrados em RPG, como uma história de ramificação e tarefas paralelas.
A partir do início de 2002, o desenvolvimento de "Os Simpsons: Hit & Run" foi extenso. A equipe procurou diferenciar o jogo de The Simpsons: Road Rage, considerando que sua nova entrada na franquia exigia uma direção diferente. O jogo foi fortemente inspirado pela série Grand Theft Auto, e a equipe de desenvolvimento reformulou o design de mundo aberto e o desenvolvimento de personagens diferenciados para o jogo. Isso incentivou a colaboração com os roteiristas e elenco do programa, que ajudaram a criar a história e o diálogo. Foi lançado em setembro de 2003 para o GameCube, PlayStation 2 e Xbox sendo portados para o Microsoft Windows dois meses depois.
Após o lançamento, recebeu críticas positivas dos críticos de videogame, com elogios particularmente focados na interpretação da série de televisão The Simpsons como um videogame, sua abordagem paródica em Grand Theft Auto III e gráficos, enquanto as críticas negativas envolviam principalmente alguns aspectos da jogabilidade, como erros e falhas. É frequentemente considerado o melhor jogo de ligação dos Simpsons e conquistou muitos seguidores. O jogo também foi um sucesso comercial, com vendas registradas de mais de 3 milhões em todo o mundo. Ele recebeu o prêmio por Fave Video Game no Nickelodeon Australian Kids 'Choice Awards de 2004. No PlayStation 2, GameCube e Xbox, obteve os Greatest Hits, Player's Choice e Platinum Hits, respectivamente.

## Jogabilidade
O jogo tem sete níveis, cada um com missões e um sub-enredo. O jogador pode controlar um personagem específico em cada nível. Os personagens jogáveis são Homer, Bart, Lisa, Marge e Apu, com Homer e Bart sendo jogáveis em dois níveis cada um. Quando a pé, o jogador pode andar, correr, pular, e fazer três tipos de ataques corpo a corpo: um chute, chutar enquanto pula, e um golpe esmagador. Para dirigir, o jogador pode pegar uma carona e controlar o motorista em um dos muitos veículos civis que circulam pela cidade, ou usar uma cabine telefônica para escolher um carro. Vários veículos escondidos estão presentes em cada nível e também podem ser usados pelo jogador, se encontrados.  As missões de direção do jogo também são semelhantes às de Grand Theft Auto III. Nos dois jogos, o jogador compete contra outros personagens, coleta itens antes que o tempo acabe e destrói outros carros.
O jogo tem um formato no estilo não linear que enfatiza a direção, e o jogador controla seu personagem a partir de uma visão em terceira pessoa. O personagem pode realizar certos atos de violência, como atacar pedestres, explodir veículos e destruir o meio ambiente. The Simpsons: Hit & Run têm um medidor de aviso que indica quando a polícia vai retaliar por mau comportamento. Localizado no canto inferior direito da tela, o medidor circular "bater e correr" enche quando o personagem atropela pessoas ou destrói objetos e diminui quando deixa de fazê-lo. Quando cheios, vários carros da polícia perseguem o personagem pela duração do medidor. No nível 7, em vez de carros da polícia padrão, a polícia zumbi persegue o personagem.
No jogo, além de completar as missões normais, o jogador pode coletar moedas pelo cenário, que podem ser usadas para desbloquear novos veículos e comprar novas roupas para o personagem, algumas das quais são necessárias para progredir no jogo. As moedas podem ser coletadas após derrotar vespas robôs ou dentro de máquinas de venda ou caixas da Buzz Cola. O jogador também pode coletar cartas do Comichão & Coçadinha, que após coletar todas as 49 cartas distribuídas nos sete níveis, o jogador desbloqueia um vídeo especial do Show de Comichão & Coçadinha. Vários eventos fazem com que o jogador perca moedas, dentre eles, o motivo do personagem não morrer faz com que seus ferimentos reduzam moedas. Se o jogador for preso durante uma fuga, ele será multado em 50 moedas.

## Enredo
Acontecimentos misteriosos estão ocorrendo em Springfield; uma horda de vespas-robô desce sobre a cidade no início do jogo. Depois que um raio de condução abduz Bart fora de um estádio, Lisa tenta encontrar seu irmão explorando a cidade em busca de pistas. Ela descobre que os sedãs pretos que apareceram pela cidade estão ligados ao desaparecimento de Bart. Lisa finalmente encontra Bart em um navio no porto de Springfield. Ele parece ter perda de memória e está resmungando de maneira ininteligível, enquanto ocasionalmente menciona os sedãs e o Buzz Cola, a "nova e melhorada" bebida de cola lançada recentemente pela personalidade da televisão Krusty, o Palhaço. Marge decide aprender o que afetou Bart. Enquanto ela investiga um círculo na colheita que apareceu recentemente no campo de Cletus Spuckler, Abraham Simpson diz a Marge que o círculo de colheita é uma réplica exata do logotipo da Buzz Cola. Marge dá uma lata de cola para Bart, que o tira de seu estupor. Bart revela que a Buzz Cola é uma cola de controle da mente produzida por alienígenas. Marge decide eliminar Springfield da cola, mas apesar de seus valentes esforços, a bebida ainda mantém sua popularidade.
Inspirado pelos esforços de Marge, Apu tenta descobrir a fonte da cola. Ele descobre que os caminhões de cola estão registrados no Museu de História Natural de Springfield. Apu e Bart decidem entrar no museu, onde encontram um meteoro como fonte da cola. Eles escutam uma conversa entre os alienígenas Kang e Kodos, que estão planejando um esquema. Apu e Bart descobrem que as câmeras de vespa estão filmando as travessuras de Springfield para um reality show intergalático, Foolish Earthlings. Os alienígenas estão usando a cola para enlouquecer as pessoas, quando Kang e Kodos distribuirem armas a laser entre a população para levar a cidade a um violento massacre que certamente atrairá muitos espectadores.
Apu tem medo dos alienígenas e se recusa a ajudar ainda mais, então Bart se encarrega de frustrar o plano de Kang e Kodos. Ele pede ajuda a Krusty, mas ele informa Bart que ele já ajudou a Duff Brewery a montar estandes de armas a laser gratuitos em Springfield. Bart então pede ajuda a seu pai, Homer, e a dupla rapidamente persegue Kang e Kodos na cervejaria. No entanto, os alienígenas escapam e, antes de partir, eles revelam que já lançaram Buzz Cola em todo o abastecimento de água de Springfield. Quando a cola se infiltra no solo, libera os mortos-vivos do cemitério de Springfield, que invadem a cidade. Quando Homer coleta suprimentos para proteger sua família e sua casa dos zumbis saqueadores, ele decide buscar um sedan preto — que ele acredita pertencer aos alienígenas — da Usina Nuclear de Springfield. O sedan, no entanto, pertence ao professor Frink, que descobriu a fraqueza dos alienígenas: o lixo nuclear. Ele planeja usar o raio condutor da nave espacial para sugar carros carregados com tambores de lixo nuclear. Depois de carregar com sucesso o carro de Frink, junto com mais três, no raio condutor dos alienígenas, o dirível explode. No dia seguinte, Springfield volta ao normal.

## Desenvolvimento
A desenvolvedora, Radical Entertainment, recebeu os direitos de criar jogos para a franquia The Simpsons quando demonstrou um protótipo jogável. A Radical lançou seu primeiro jogo dos Simpsons em 2001, chamado The Simpsons: Road Rage. Após o lançamento de Road Rage, a equipe de desenvolvimento da Hit & Run decidiu não criar uma sequência direta de Road Rage (embora existam arquivos no núcleo do jogo que se referem a ele como "The Simpsons: Road Rage 2"); em vez disso, a Radical queria orientar a série de videogames da franquia em uma direção diferente, dando ao mecanismo de jogo uma revisão completa. Os desenvolvedores sentiram que todo o resto precisava de uma nova abordagem, enquanto apenas a parte motriz do Road Rage valia a pena manter; no Hit & Run, é introduzida uma inteligência artificial aprimorada no tráfego, que faz com que os veículos controlados por computador reajam melhor à direção do jogador. Eles também decidiram adicionar um elemento de exploração ao jogo para fazer com que os jogadores saíssem do carro e navegassem na área a pé, para que o jogo oferecesse uma melhor experiência de Springfield. O nome interno de desenvolvimento de "Os Simpsons: Hit & Run" era simplesmente "Simpsons", conforme referenciado pelo arquivo executável do jogo.
Ao desenvolver os gráficos, a equipe decidiu incluir pontos de referência de Springfield. O jogador pode entrar em alguns deles, incluindo o Kwik-E-Mart, Taverna do Moe, Escola Primária de Springfield e o Calabouço do Android. Durante o desenvolvimento da Hit & Run, 20th Century Fox, Gracie Films e Matt Groening, criador dos Simpsons, desempenharam papéis importantes ao trazer o universo dos Simpsons para um ambiente 3D. Todas as vozes dos personagens foram fornecidas pelo elenco real, e os escritores da série escreveram a história inteira para o jogo, incluindo o diálogo. Tim Ramage, produtor associado da Vivendi Universal Games, considerou uma benção ter a oportunidade de trabalhar com o elenco de Os Simpsons, junto com os escritores, que Ramage chamou de "o melhor que existe".